# Manuel López de Aguirre
Manuel López de Aguirre, de vegades Emanuel López d'Aguirre (Toledo, 5 de gener de 1690 - Barcelona, 7 de febrer de 1754) fou un eclesiàstic i bisbe de Barcelona entre 1750 i 1754.
López de Aguirre fou nomenat bisbe de Barcelona el 22 de juliol de 1750. Va ser rector de la parròquia de San Justo de Madrid. Dedicà l'església dels Pares Agustins i de l'Església de Sant Felip Neri de Barcelona, va col·locar la primera pedra de la de l'església de Sant Miquel del Port de la Barceloneta, i va celebrar un sínode diocesà a Barcelona. Durant el seu mandat com a bisbe, va augmentar les rendes episcopals a favor dels pobres amb el recobrament de l'antic dret anomenat 'de cops' que es pagava des de temps immemorials pel blat o farina importada d'altres regnes. És també del seu temps la Casa d'Exercicis dels Jesuïtes o Col·legi Betlem, construït a la Rambla de Barcelona, al costat de l'Església de Betlem, a on hi havia la Congregació de la Nativitat de la Mare de Déu de la qual va néixer l'institut de les “Darderes” pel testament del cirurgià de l'Hospital de la Santa Creu de Barcelona Francesc Darder i Barrich. A la part superior del camp del seu escut papal apareix la divisa "Non nisi t'ipsum Domine". López de Aguirre va morir el 7 de febrer de 1754 entre 3 i 4 de la tarda, fruit d'una apoplexia que va patir, i que en breus hores el va privar de la vida.